# 张蒙蒙
张蒙蒙（1989年11月30日—）生于中国重庆，中国儿童文学小作家，4岁随父母移居广州。母亲为张世君，曾读于暨南大学附属小学和广州市第七中学。7岁开始写日记。媒体先后报道50余次。9岁时开始出版一本书。曾出版个人作品集共7本，2002年春加入花城出版社“张瑛姐姐牵手丛书”。分别是：《告诉你，我不笨》（广东经济出版社和花城出版社1999年5月及2000年6月出版）、《告诉你，我不是丑小鸭》（花城出版社2000年4月出版）、《童年，只有一次》（花城出版社2001年4月出版）、《快乐伴我成长》（花城出版社2002年6月出版）、《边玩边长大》（花城出版社2003年5月出版）、《長不大的嘴巴和長得太大的嘴巴》（香港和平图书有限公司2003年3月出版）、《我的天空有彩虹》（花城出版社2004年5月出版）等。